# 76-мм зенитная пушка образца 1914/15 годов

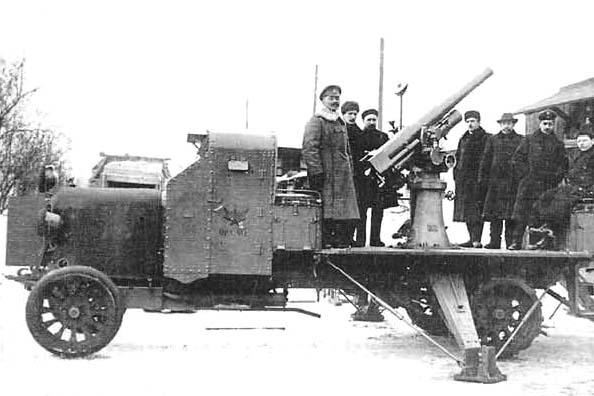
На фотографии: Гвардейский штабс-капитан В. В. Тарновский (крайний слева) с разработчиками первой специальной зенитной 76-мм пушки, март 1915 года

76-мм зенитная пушка образца 1914/15 годов (3-дюймовая противоаэропланная пушка Лендера или Тарновского—Лендера, также 8-К) — первое в России специальное орудие, предназначенное для ведения огня по воздушным целям, способное вести эффективный огонь и по наземным и надводным целям.

## История создания
Впервые в России стрельба по воздушным целям (привязанные воздушные шары и аэростаты) была осуществлена в конце XIX века, в частности, 13 июля 1890 года (Усть-Ижорский полигон), в 1891 году (Красное Село). В 1908 году (Сестрорецк) и 1909 году (Луга) были проведены успешные стрельбы трёхдюймовыми полевыми орудиями обр. 1900/1902 годов по движущимся воздушным целям (воздушному шару, буксируемому лошадьми). Однако, всё же выяснилось, что для успешной борьбы с авиацией противника нужна специальная зенитная пушка.
В 1901 году военный инженер М. Ф. Розенберг разработал проект первого 57-мм зенитного орудия, но идея специального противоаэропланного орудия была отвергнута. Многие авторитетные военные специалисты того времени считали, что особая зенитная артиллерия не нужна. В частности, на лекциях в Академии генерального штаба говорилось: «Нельзя прежде всего согласиться, что для борьбы с воздушными целями необходимы специальные орудия с большим вертикальным обстрелом и большой подвижностью. Даже при том скромном предельном угле возвышения, который принят для 3-дм. пушки обр. 1902 г. (16°), и предельной дальности шрапнели (5 вёрст) цель, движущаяся на высоте 1 версты, будет находиться в сфере поражения 2,5 версты. А разве можно рассчитывать, чтобы не только современные, но и воздушные цели ближайшего будущего двигались свободно с надёжными результатами наблюдения за противником выше 1 версты?». 
Мобилизационное расписание 1910 года также не предусматривало оснащение армии специальными орудиями для борьбы с воздушными целями.
В 1908 году идея создания зенитной пушки была поддержана преподавателями Офицерской артиллерийской школы и Михайловской артиллерийской академии. Офицеры школы М. В. Добровольский, Е. К. Смысловский, П. Н. Никитин разработали тактико-технические требования, автором идеи был В. В. Тарновский, он же предложил устанавливать орудие на автомобильное шасси.
В 1913 проект был одобрен ГАУ, а в 1914 был передан для непосредственной разработки на Путиловский завод другому конструктору — Ф. Ф. Лендеру (возможно, в военном ведомстве посчитали, что у Тарновского недостаточно специального образования; несмотря на это он принял впоследствии самое деятельное участие в разработке). В коллектив разработчиков также вошли известный артиллерист П. А. Глазков, работники Путиловского завода Ф. М. Гарковский, А. Я. Навядовский, В. И. Бирюков.
Это было первое орудие, оснащённое клиновым затвором с инерционной полуавтоматикой. 
В 1915 году пушка была модернизирована, угол возвышения ствола был увеличен с 65° до 75°. 
Лафет тумбовый. 
Компрессор гидравлический, накатник пружинный. 
Длина отката 420—450 мм. 
Механизм ВН секторный от −5° до +65° — 75°. 
Скорость ВН 2 град/с, ГН 3,6 град/с. 
Скорострельность фактическая 10—12 выстр./мин.
Боекомплект пушек с большим разнообразием, к ней подходили все снаряды 76-мм полевой пушки обр.1902 г., из которых, чаще всего применялась шрапнель Ш-354П весом 6,5 кг, длиной 3,6 клб, с 260 пулями диаметром 12,7 мм весом 10,7 г. 
Кроме того, создано несколько десятков зенитных снарядов. Лишь наиболее распространённые или особо интересные из них: около десятка вариантов стержневой (палочной) шрапнели весом около 6,5 кг, содержащей от 24 до 96 стержней весом от 110 до 46 г каждый. Трубка Т-3 или 22-секундная (индекс стержневой шрапнели — Ш-354Р); 
в 1922 году приняли шрапнель с накидками (Ш-354Г) системы Гартца весом 6,58 кг с 22-секундной трубкой, шрапнель имела цилиндрические или шаровые пули, попарно соединённые стальными тросиками, образующими «накидки». В шрапнели Гартца 28—30 накидок по 85 г, длина троса 76 — 95 мм, диаметр троса 3 мм, пули стальные полые. 
Было и небольшое количество траловых снарядов, которые разрывались в полёте на две половинЫ, соединённые тросом длиной 1—2 м. Снаряды весом 6,5 кг имели V0 = 588 м/с. Максимальная горизонтальная дальность до 9500 м, досягаемость по высоте с 22-секундной трубкой — 5800 м, а с Т-3 — 6100 м.
В конце 1914 года было изготовлено четыре опытных образца пушки, установленных на грузовых автомобилях, в феврале 1915 они прошли успешные испытания на Петроградском полигоне. Первый заказ составил лишь 12 орудий, всего же до конца 1917 года было изготовлено 76 орудий и поставлено из Британии и Франции 6 75-мм зенитных пушек (хотя минимальная потребность армии в зенитной артиллерии оценивалась Управлением инспектора артиллерии Ставки в 146 батарей с 584 орудиями).
В автомобильных батареях в качестве шасси использовались американские грузовики «Уайт» (White Motor Company) и российские «Руссо-Балт-Т».

## Боевое применение

### 1915—1917
18 марта 1915 при Офицерской школе была сформирована первая специальная артиллерийская батарея для стрельбы по воздушным целям под командованием штабс-капитана Тарновского. Батарея была вооружена четырьмя орудиями, установленными на специально приспособленных бронированных автомобилях; те же автомобили служили одновременно и зарядными ящиками (в каждом автомобиле помещалось по 64 патрона). Кроме того, в батарее состояло: 4 бронированных автомобиля — зарядных ящика, в каждом из них возилось по 96 патронов, по 20 пуд. (около 330 кг) бензина и масла; 3 легковых автомобиля для офицеров и команды связи (прочие солдаты размещались на орудийных автомобилях — по 6 орудийных номеров и по 2 шофёра и на автомобилях - зарядных ящиках — по 3 солдата и по 2 шофёра); 4 мотоциклета для разведчиков и 1 автомобиль — кухня-цейхгауз. Бронировка автомобилей состояла из щитовой стали 3-мм толщины, предохраняющей шофёров, прислугу и жизненные части машины от шрапнельного и дальнего ружейного огня.
25 марта батарея была отправлена на Северный фронт. 17 июня 1915 года, отражая налёт девяти немецких самолётов, зенитчики сбили два из них, открыв счёт самолётов противника, уничтоженных российской зенитной артиллерией (по другим данным, противосамолётным подразделением Тарновского 2 июня 1915 года был сбит один немецкий аэроплан в районе г. Пултуска (Польша)).

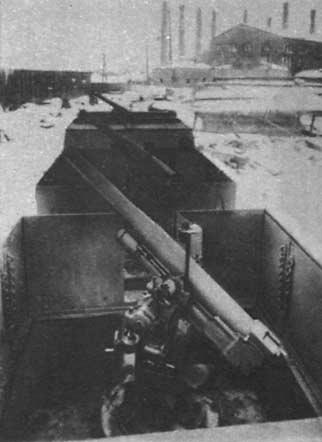
Зенитки бронепоезда № 44, 1920 год

Из 76 пушек, поступивших в войска, было установлено на автомобили лишь 36 пушек (9 батарей), 20 пушек были назначены на вооружение 10 железнодорожных двухорудийных батарей, которые стали формироваться уже в 1917 г. Причём 6-я, 7-я и 8-я железнодорожные батареи для стрельбы по воздушному флоту были готовы к отправке на фронт лишь 27 ноября (10 декабря) 1917 г., то есть уже после Октябрьской революции, а приказ Ставки о сформировании 9-й и 10-й таких же батарей состоялся лишь 2 (15) декабря 1917, то есть в то время, когда война на русском фронте фактически закончилась. Наконец, 12 зенитных пушек обр. 1914 г. были даны в октябре 1917 г. на вооружение 1-й, 2-й и 3-й так называемых отдельных ездящих батарей для стрельбы по воздушному флоту; орудия в этих батареях были поставлены на подвижные деревянные платформы. По 4 зенитных 76-мм пушки на позиционных установках имели батарея для обороны Царского Села и батарея Офицерской артиллерийской школы. В 1915—1916 годах выпущено 38 пушек и 110 в 1917 году.

### После 1917 года

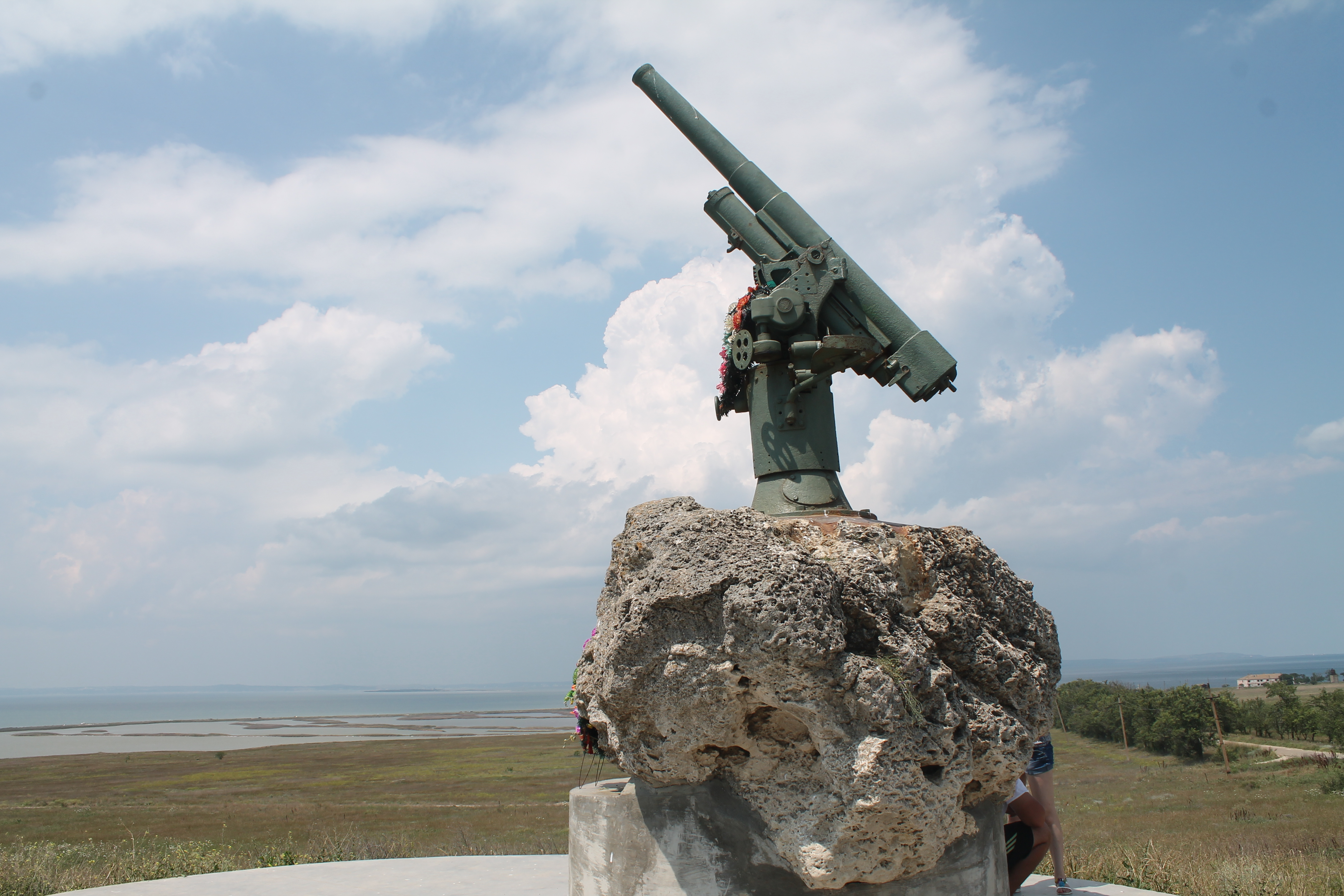
76-мм пушка на памятнике десантникам в битве за Крым в Великой Отечественной. Коса Тузла

8 марта 1918 года рабочие Путиловского завода использовали находившиеся в пушечной мастерской завода трёхдюймовые зенитные орудия обр. 1914 и 1915 гг., ящичные машины и железнодорожные платформы для формирования железнодорожных зенитных батарей (позднее получивших наименование «стальной дивизион Путиловского завода») и автомобильной зенитной батареи. 1-я и 2-я отдельные противосамолётные батареи дивизиона были направлены на Северный фронт и первыми вступили в бой.
Ещё одна батарея 76-мм зенитных орудий была установлена на грузовые автомобили, передана в ведение управления ПВО Москвы и использовалась для противовоздушной обороны Кремля. Осенью 1918 года управление ПВО Москвы было расформировано, а 3-я отдельная противосамолётная батарея была отправлена на Восточный фронт.
В 1920-е гг. стало понятно, что баллистика 76-мм дивизионной пушки, снарядами которой стреляла пушка Лендера, становится недостаточна: «на высоте 4000—5000 метров она практически бессильна», и Артиллерийский комитет стал разрабатывать новый боеприпас с увеличенным зарядом.

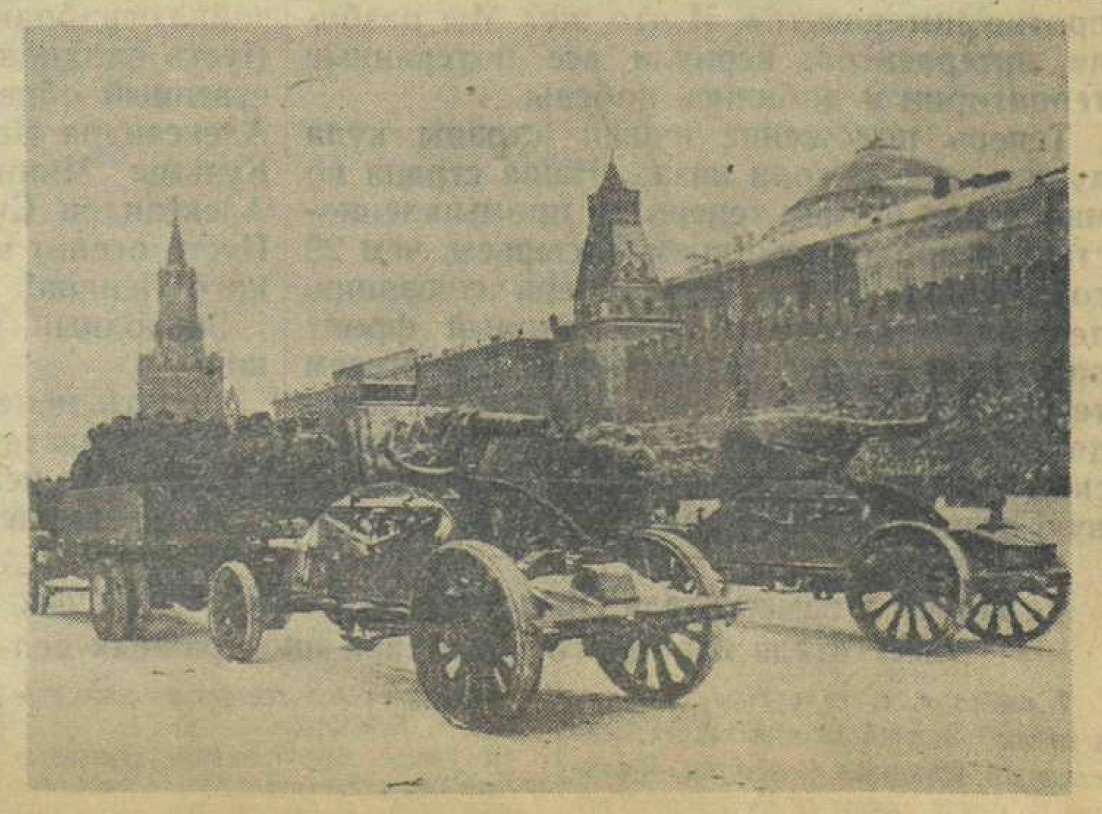
76-мм зенитные пушки Лендера на параде 7 ноября 1941 г. на Красной площади

В 1928 году пушка была модернизирована: длина ствола увеличена до 55 калибров при увеличении начальной скорости снаряда до 730 м/с, соответственно усилены противооткатные приспособления, а также добавлен уравновешивающий механизм, чтобы компенсировать изменение центря тяжести нового ствола. Высота поражения цели достигла 8000 м. К пушке был разработан ряд специальных снарядов, содержащих в качестве поражающих элементов не только шаровые пули, но и стержни различной формы и веса. В части снарядов такие элементы были попарно соединены стальным тросом, что позволяло увеличить степень поражения самолёта.
В 1931 году была попытка установить это орудие на танк ТГ немецкого инженера-конструктора Э. Гротте.
Пушка выпускалась на заводе № 8 до 1934 года. Она устанавливалась на боевых кораблях, автомобилях, специальных повозках, бронепоездах и на стационарных зенитных батареях. В 1919—1934 годах выпущено 926 пушек.
На 1 января 1941 на балансе ГАУ КА находились 539 пушек, из них 346 требовали текущего ремонта, 21 заводского и 1 подлежала списанию. В составе ВМФ на 1 июня 1941 года числились 299 орудий.
Во время Великой Отечественной войны пушки Лендера были на эсминцах типа «Новик», сторожевых кораблях, тральщиках, канонерских лодках, переоборудованных из мобилизованных гражданских судов, и некоторых бронепоездах, построенных в 1941 и в начале 42 года. От 20 до 30 установлено на бронекатера проекта 1124 и проекта 1125, уцелевшие из них в 1943 — 44 гг. перевооружены на более мощные пушки Ф-34 в башнях танков Т-34. Два орудия с 17.12.1941 г. установлены на ледокольный пароход «Сибиряков», вместе 2 45-мм 21-К, 4 12.7-мм пулемётами «ДШК», включённый 20.09.1941 г. в Беломорскую флотилию СФ. Вместе с «Сибиряковым» в ту же флотилию в то же время с таким же вооружением включён ледокольный пароход «Георгий Седов». А самый мощный ледокол Северного флота «И.Сталин», включённый в ту же флотилию, был вооружён 4 100-мм Б-24, 4 76-мм Лендера, 2 45-мм 21-К, 8 20-мм «Эрликонами», 6 12.7-мм пулемётами ДШК; с 1943 г. пушки Лендера и 45-мм 21-К с него сняли и дополнительно установили 6 20-мм «Эрликонов», и до конца войны он был вооружён 4100-мм Б-24, 14 20-мм «Эрликонами» и 6 12.7-мм пулемётами ДШК. На бронепоездах пушки Лендера в 1943 г. также заменены пушками Ф-34. На этих примерах видно, что наиболее значимые единицы уже с середины войны перевооружали на более современные и более эффективные орудия из-за того, что пушки Лендера имели низкие скорости наведения — 3,6 градуса в секунду по горизонтали и 2 — по вертикали, и не могли сопровождать огнём скоростные цели на небольших дальностях (например на наклонной дальности 1 км по горизонтали цели со скоростью более 216 км/ч, а по вертикали — цели на высоте 700 м — более 170 км/ч, а при перебросе огня на другое направление — ещё меньше), и к тому же они были, в основном, сильно изношены.

## Бывшие операторы
- Российская империя — принято на вооружение в 1914 году, первые орудия поступили в действующую армию в 1915 году[13], до конца участия в первой мировой войне было выпущено 72 орудия[14]
- СССР — на вооружении с начала создания РККА в 1918 году[5], использовались и в Великую Отечественную войну
- Вторая Испанская Республика — несколько орудий были поставлены СССР для Испанской республики и использовались в ходе войны в Испании[15]. Также 12 орудий испанцы закупили в 1936 году в Эстонии. Однако куплены были лишь сами пушки и снаряды, без приборов управления огнём и таблиц стрельбы. Из-за чего и без того устаревшие орудия стали ещё менее эффективными против современной авиации. СССР предпринимал усилия для срочного доукомплектования данных орудий[16].